# Mystic Order of Veiled Prophets of the Enchanted Realm
Mystic Order of Veiled Prophets of the Enchanted Realm (en català: Orde Mística dels Profetes Velats del Regne Encantat) també coneguda com a M.O.V.P.E.R. o "Grotto", és un cos auxiliar dependent de la francmaçoneria. És una organització social per a mestres maçons, i com a tal, tots els mestres maçons poden unir-se a ella i són benvinguts. L'ordre encoratja un renovat interes per les lògies blaves, malgrat això no pretén ser part de la maçoneria simbòlica. Es pot reconèixer als seus membres perquè porten sobre els seus caps un fes negre amb una borla vermella. Un dels símbols de l'orde és el rostre d'un home d'aspecte àrab, amb barba i bigoti, que porta un turbant vermell sobre el seu cap. Grotto és una organització caritativa dedicada a promoure la fraternitat, l'amistat i la diversió entre els mestres maçons.